# 杨平站
楊平站（：／ Yangpyeong yeok */?）是京義·中央線沿線的一座地面車站，位於韓國京畿道楊平郡楊平邑楊根里。本站有KTX、ITX-新村、無窮花號及旌善阿里郎列車等車種停靠。

## 車站結構
4面6線的雙對向式月台。廣域鐵道月台無法轉乘反方向列車，使用此站時需注意。現在正進行月台幕門設置工程。

### 月台配置
| ↑ 梧濱（京義·中央線）／德沼（中央線） ↑ |
| ８７ \| ６５ \| ４３ \| ２１ \|         |
| ↓ 元德（京義·中央線）／龍門（中央線） ↓ |

| 月台 | 路線   | 類別                    | 目的地                                 |
| ---- | ------ | ----------------------- | -------------------------------------- |
| 1    | 中央線 | ●首都圈電鐵京義·中央線  | 不使用                                 |
| 2    | 中央線 | ●首都圈電鐵京義·中央線  | 元德、砥平方向                         |
| 3    | 中央線 | KTX、ITX-新村、無窮花號 | 原州、堤川、安東、釜田、江陵、东海方向 |
| 4    | 中央線 | KTX、ITX-新村、無窮花號 | 原州、堤川、安東、釜田、江陵、东海方向 |
| 5    | 中央線 | KTX、ITX-新村、無窮花號 | 德沼、清涼里方冋                       |
| 6    | 中央線 | KTX、ITX-新村、無窮花號 | 德沼、清涼里方冋                       |
| 7    | 中央線 | ●首都圈電鐵京義·中央線  | 回基、龍山、文山方向                   |
| 8    | 中央線 | ●首都圈電鐵京義·中央線  | 不使用                                 |

## 历史
- 1939年4月1日：开始使用。
- 1967年9月6日：車站擴建。
- 1972年4月1日：車站升格為事務站。
- 1977年11月1日：車站降為主事站。
- 1978年7月15日：車站再升格為事務站。
- 1987年12月9日：車站降為三級站。
- 1989年1月11日：車站再度擴建。
- 1999年1月1日：行包業務終止受理。
- 2008年6月27日：因中央線複線化，車站移至臨時站房，舊站拆除。
- 2009年10月31日：貨運業務終止受理。
- 2009年12月23日：現今站房完工，首都圈電鐵京義·中央線通車。
- 2014年11月1日：ITX-新村號停靠本站。
- 2017年12月22日：江陵線 KTX停靠本站。
- 2018年3月23日：ITX-新村號再度停靠本站。
- 2021 年1月5日 ：KTX-Eum停靠本站；ITX-新村服務結束，由Nuriro號取代。

## 車站周邊
- 京畿道楊平郡廳
- 楊平郡立美術館
- 楊平郡立中央圖書館
- 京畿道楊平教育支援廳（朝鲜语：경기도양평교육지원청）
- 京畿道南部地方警察廳（朝鲜语：경기도남부지방경찰청）楊平警察署（朝鲜语：양평경찰서）
- 楊平邑（朝鲜语：양평읍）公所
- 楊平初等學校（朝鲜语：양평초등학교）
- 楊平中學（朝鲜语：양평중학교）
- 楊平高中（朝鲜语：양평고등학교）
- 楊一中學（朝鲜语：양일중학교）
- 楊一高中（朝鲜语：양일고등학교）
- 楊平郵局
- 楊平巴士站
- 楊平醫院
- 楊平郡衛生所
- 楊平郡民會館
- 楊平郡女性會館
- 楊根大橋
- 楊根島
- 水霧公園、楊平生活體育公園